# Есин, Сергей Николаевич
Серге́й Никола́евич Е́син (18 декабря 1935, Москва, РСФСР, СССР — 11 декабря 2017, Минск, Белоруссия) — российский писатель и журналист. Доктор филологических наук (2006). Заслуженный деятель искусств Российской Федерации (2000). Ректор Литературного института им. А. М. Горького (1992—2005).

## Краткая биография
В 1960 году окончил заочное отделение филологического факультета МГУ им. М. В. Ломоносова. Работал библиотекарем, фотографом, журналистом, лесником, артистом, главным редактором журнала «Кругозор». С 1969 года член КПСС. Возглавлял Московскую городскую группу СЛОНа на выборах в Госдуму 2003 года.
Первая крупная публикация — повесть «Живём только два раза» (1969), напечатанная под псевдонимом С. Зинин в журнале «Волга». С 1979 года член СП СССР. В 1981 году заочно окончил Академию общественных наук при ЦК КПСС и в том же году уволился с должности главного редактора литературно-драматического вещания Всесоюзного радио, чтобы полностью посвятить себя литературному труду.
С 1987 года до своей смерти преподавал в Литературном институте им. А. М. Горького, в 1992—2005 годах занимал пост ректора. С 1994 года — член правления, с 1999 года — секретарь Союза писателей России. В 1998 году избран председателем Совета Международного сообщества книголюбов, в 2010 году — президентом Международного союза общественных организаций книголюбов. Вице-президент Академии российской словесности.
В 2005 году защитил кандидатскую диссертацию на материале собственного творчества «Писатель в теории литературы: проблема самоидентификации» (научный руководитель Вл. А. Луков; официальные оппоненты Н. П. Михальская и С. А. Небольсин). Диссертационный совет Д212.14.10 при МПГУ ходатайствовал перед ВАК о присуждении за данную работу учёной степени доктора филологических наук по специальности «10.01.08. Теория литературы. Текстология».

Во многих произведениях Есина объектом исследования становится советский гражданин, интересы которого ограничены материальным благосостоянием и стремлением занять более высокую должность… передача мыслей и рефлексия героев преобладают над сюжетом.
— Вольфганг Казак
Жена — кинокритик Валентина Иванова (1937—2008).
Скоропостижно скончался 11 декабря 2017 года в Минске. После кремации урна с прахом захоронена в колумбарии Донского кладбища (колумбарий 20, секция 39) рядом с прахом жены В. С. Ивановой.

## Награды и премии
- Почётный работник высшего образования РФ
- Медаль ЦК КПРФ «90 лет Великой Октябрьской социалистической Революции»
- Премия Правительства Москвы (1995 год)
- Орден Дружбы (9 марта 1996 года) — за заслуги перед государством, многолетнюю плодотворную деятельность в области культуры и искусства[3]
- Международная премия имени М. А. Шолохова в области литературы и искусства (1999 год)
- Почётное звание «Заслуженный деятель искусств Российской Федерации» (26 июля 2000 года) — за заслуги в области искусства[4]
- Орден «За заслуги перед Отечеством» IV степени (29 марта 2004 года) — за большой вклад в развитие отечественной культуры[5]
- Почётная грамота Правительства Москвы (13 декабря 2005 года) — за большой вклад в развитие отечественной литературы и искусства, активную общественную деятельность и в связи с 70-летием со дня рождения [6]
- Бунинская премия (2008 год)
- Горьковская литературная премия (2009 год)
- Знак отличия «За безупречную службу городу Москве» L лет (20 января 2011 года) — за многолетнюю плодотворную деятельность на благо города Москвы и его жителей [7]
- Премия «Венец» Союза писателей Москвы (2012 год)
- Почётная грамота Президента Российской Федерации (31 июля 2013 года) — за достигнутые трудовые успехи и многолетнюю добросовестную работу[8]
- Премия «Золотой Дельвиг» (2014 год) — за многолетнюю литературную деятельность и создание произведений, которые стали вехами в советской и русской литературной жизни[9]

## Сочинения
- «Живём только два раза», 1976 (сборник)
- «При свете маленького прожектора», 1979 (сборник)
- «Р-78» // «Юность», 1979, № 3 (повесть)
- «Мемуары сорокалетнего», 1984 (сборник)
- «Имитатор» // «Новый мир», 1985, № 3 (роман о художнике среднего таланта, добившемся признания подражанием, копированием и портретами функционеров высшего ранга)
- «Сам себе хозяин», 1985 (роман о жизни сезонного рабочего)
- «Дорога в Смольный. Июль—октябрь 1917», 1985, дополненное изд. под назв.: Константин Петрович, 1987 (роман о Ленине)
- «Гладиатор», 1987 (сборник)
- «Временитель» // «Знамя», 1989, № 1—2
- «Типы», 1990 (сборник)
- «Венок геодезисту» // Альманах «Апрель», сб. № 2, 1990
- «Казус, или Эффект близнецов». Однопартийный роман // «Московский вестник», 1992, № 2—5 (антиутопия)
- «Стоящая в дверях» // «Наш современник», 1992, № 4
- «Затмение Марса» // «Юность», 1994, № 10
- «Отступление от романа», или «В сезон засолки огурцов», 1994
- «Рассказы», 1995
- «Гувернёр», 1996 (роман)
- «Культура и власть», 1997 (сборник эссе)
- «Ленин. Смерть титана», 2002 (роман-биография)
- «На рубеже веков. Дневник ректора», 2002
- «Власть слова. Филологические тетради». М.: ИД «Литературная газета», 2003. 365 стр.
- «Ах, заграница, заграница…», 2006 (в книгу вошли романы «Хургада» и «Марбург»)
- «Случайная закономерность. Сергей Есин — Марк Авербух. Межконтинентальные разговоры», 2009
- «Твербуль, или Логово вымысла» (роман), 2009
- «Маркиз» (роман), 2011
- «Опись имущества одинокого человека» (роман), 2014
- «Не пишется» (повесть, 2016) // «Новый мир», 2016, № 6
- «Смерть приходит по-английски» (повесть, 2017) // «Новый мир», 2018, № 10